# Atlanta Silverbacks Park
L'Atlanta Silverbacks Park est un stade de soccer et de rugby à XV situé à Atlanta (Géorgie). Cette enceinte accueille actuellement les rencontres de l'équipe de soccer des Silverbacks d'Atlanta évoluant en NASL, celles de l'équipe féminine des Atlanta Silverbacks Women jouant en W-League ainsi que les rencontres de rugby de XV des Atlanta Renegades. Le stade a une capacité de 5 000 spectateurs, un projet d'extension étant en réflexion.

## Histoire
Le complexe sportif est planifié puis construit par les propriétaires de l'équipe de soccer des Silverbacks d'Atlanta afin d'héberger leurs rencontres pour leurs diverses équipes. L'ensemble est pensé pour être construit en plusieurs phases, la première commençant en 2004 avec la création d'une pelouse pour la pratique sportive ainsi que deux pelouses artificielles de type Turf Field. En 2006, un stade dédié au soccer d'une capacité de 5 000 spectateurs, originellement connu sous le nom de RE/MAX Greater Atlanta Stadium, est construit autour de la pelouse principale afin de servir de stade hôte aux rencontres de l'équipe première des Atlanta Silverbacks et de l'équipe féminine.
En 2007, Reggie Bush et David Beckham apparaissent dans une publicité pour l'équipementier Adidas tournée dans le parc où ils essayent de s'apprendre mutuellement le soccer et le football,. La construction se poursuit en 2011 avec l'ouverture d'un quatrième terrain baptisé Renegade Field. Les Silverbacks accueillent le Soccer Bowl 2013 de la NASL après avoir remporté la saison printanière de la saison 2013, le 9 novembre 2013, devant une foule de 7 211 spectateurs.

## Structure et équipements
Le Silverbacks Park est actuellement constitué de quatre terrains dédiés au soccer. Le terrain principal est ceinturé par les tribunes du stade, amenant la capacité à 5 000 spectateurs. Alors que le parc est conçu pour être construit en quatre phases, les trois premières sont présentement terminées. La dernière, toujours en projet, est censée porter la capacité du stade à 15 000-20 000 spectateurs, permettant également la construction d'un club house et d'un centre de musculation.

## Utilisation

### Soccer
Les Atlanta Silverbacks utilisent le parc depuis 2004 comme centre d'entraînement mais ce n'est qu'en 2007 que les premières équipes masculines et féminines s'installent dans l'enceinte pour accueillir leurs rencontres à domicile. L'équipe masculine évolue de 2007 à 2009 en United Soccer Leagues avant de se retirer de la ligue. La formation revient sur les terrains en 2011 pour participer à la première édition de la NASL. Les équipes réserves des Atlanta Silverbacks évoluent entre 2008 et 2012 dans l'enceinte tandis que divers programmes de jeunes opèrent au stade.
En 2013, l'équipe masculine remporte le titre de champion printanier de la NASL, lui donnant le droit d'accueillir le Soccer Bowl 2013 le 9 novembre. Les Silverbacks s'inclinent 1-0 contre le champion d'automne, le Cosmos de New York.

### Rugby

#### Rugby à XIII
Les Atlanta Rhinos d'American National Rugby League commencent leur saison 2014 à l'Atlanta Silverbacks Park.

#### Rugby à XV
Les Atlanta Renegades, qui évoluent en USA Rugby South, sont en partenariat avec les Silverbacks d'Atlanta. Les joueurs utilisent le complexe pour leurs entraînements ainsi que leurs rencontres à domicile. L'équipe joue principalement au Renegade Field, un des quatre terrains, pour une durée minimale de dix ans.

## Géographie
Le parc se situe entre l'Interstate 85 et Chamblee-Tucker Road. L'adresse officielle est Atlanta Silverbacks Way, Atlanta, GA 30340 bien que différentes cartes utilisent l'ancien nom de Northcrest Way.